# Кофишоп (Нидерландия)
Кофишоповете (на нидерландски: coffeeshop) в Нидерландия са заведения, където продажбата на марихуана за лична употреба се толерира от местните власти.
Според нидерландската политика за наркотиците, продажбата на продукти от канабис в малки количества е позволена от лицензирани кофишопове. Повечето от тях сервират също храни и напитки, но не им е позволено да сервират алкохол или други наркотици и рискуват да бъдат затворени, ако се открие, че продават леки наркотици на непълнолетни, твърди наркотици или алкохол. Идеята за лицензиране на продажбата на канабис се заражда през 1970-те години с цел разграничаване на меките от твърдите наркотици.
Ограничения, въведени през 2012 г., могат да забранят на туристите да посещават кофишопове. Градските съвети могат да решават дали да налагат тази забрана или не. Към днешна дата тя е в сила само в няколко общини в южната част на Нидерландия. Градският съвет в Маастрихт позволява на туристите да посещават кофишопове, но всички освен един доброволно са се съгласили да предоставят услугите си само на местните жители (живеещи в радиус от 150 km). Забраната не е в сила в Амстердам и повечето части на Нидерландия.

## Закон
В Нидерландия, продажбата на марихуана е „незаконна, но ненаказуема“, така че законът не се прилага в заведения, спазващи следните повсеместни правила:
- без реклами
- без твърди наркотици
- без продажби на непълнолетни
- без продажби над пет грама
- без нарушения на обществения ред

За някои от тези нарушения, заведението може да бъде затворено за от три до шест месеца, докато за други може да бъде затворено за постоянно. Тези правила са уточнени в официалната политика.
Повечето холандски кофишопове развяват етиопски знамена (зелено, жълто, червено), които са символ на растафарите, или изобразяват палмови листа, така че да подскажат, че продават канабис. По този начин заобикалят официалната забрана за рекламиране.
Все пак, все още съществуват противоречия в закона, за които се търси начин да бъдат отстранени. Например, кофишоповете могат да купуват и продават канабис в рамките на закона, но в същото време доставчиците им не могат да отглеждат, внасят или продават канабис.

## Туризъм
Всяка община има своя собствена политика относно кофишоповете. Някои общини в съседство с Белгия и Германия не искат да получават „наркотичен туризъм“ от тези страни. Проучване от 2005 г. открива, че броят на холандските кофишопове е спаднал от около 1500 до около 750 през последните пет години, главно поради натиск от консервативното правителство. Много общини са създали определена зона (например около училища), където кофишоповете не са позволени. Тази зона може да варира от няколкостотин метра до няколко километра.
В миналото, пушенето на канабис е широко разпространено в кофишоповете. От 1 юли 2008 г., обаче, влиза в сила забрана за тютюнопушене в Нидерландия, която забранява тютюнопушенето в хотели, ресторанти и кафенета. Така, пушенето на цигари с канабис и тютюн в кофишоповете става забранено. Въпреки това, пушенето от бонгове или на чист канабис все още е позволено на територията на кофишоповете. Все пак, много кофишопове предлагат смесени цигари (канабис и тютюн), които могат да се пушат в специално отделени стаи.